# Kagami Shikō
Kagami Shikō (jap. 各務 支考; * 1665 in der Provinz Mino; † 14. März 1731) war ein japanischer buddhistischer Mönch und Haiku-Dichter. Er verwendete die Pseudonyme Tōkabō, Seikabō, Shishian, Renjibō und Hakkukyō.

## Leben
Kagami wurde als zweiter Sohn der Familie Murase geboren. Als Kind wurde er in einen Tempel gegeben, damit er als Mönch ausgebildet werde. Als er den Tempel verließ, wurde er von der Familie Kagami adoptiert und nahm deren Namen an.
Er traf Matsuo Bashō im Alter von 26 Jahren, 1691 in Ōmi. Ein Jahr später schrieb er Kuzu no matsubara (葛の松原), in dem er sich kritisch mit der haikai Dichtung auseinandersetzte und den Stil von Bashō besprach. Er wurde ein Schüler Bashōs und der bedeutendste Theoretiker der Haiku-Dichtung aus dessen Schule. Er zählte zu den Bashō Juttetsu (蕉門十哲, Zehn große Schüler Bashōs) und hatte nach dessen Tod enormen Einfluss auf dessen Anhänger.
Zu Lebzeiten Bashōs schrieb er seinem Lehrer folgend haikai in erhabenem Stil, wandte sich nach dessen Tod dann einem mehr volkstümlichen Stil zu und begründete damit die Mino-Schule der Haiku-Dichtung. Seine bekannteste Schülerin war die Dichterin Kaga no Chiyojo. Neugierig was die Menschen von ihm hielten, ließ er 1711 seinen Tod verkünden, zog sich in seine Heimatstadt zurück und hielt sich versteckt, während ein Schüler seine Gedichte unter dem Pseudonym Renjibō publizierte.
Kagami erfand die Gedichtform washi; er ist zudem der Verfasser der neunbändigen Haibunsammlung Honchō bunkan (本朝文鑑).

## Werk (Auswahl)
- Haikai jūron (俳諧十論)
- Jūron ibenshō (十論為弁抄)